# 2-ピリジンカルボキシアルデヒド
2-ピリジンカルボキシアルデヒド（英語: pyridine-2-carbaldehyde）または2-ピリジンカルバルデヒド は、化学式がC6H5NOで表される有機化合物である。独特な臭気を持つ油状の液体。異性体に、3-ピリジンカルボキシアルデヒドと4-ピリジンカルボキシアルデヒドが存在する。

## 反応
アルデヒド基は求核攻撃を受けやすく、特にアミンによってシッフ塩基を形成する。薬品のプラリドキシムは2-ホルミルピリジンから二段階の反応過程で合成される。
2-ホルミルピリジンから誘導されるシッフ塩基は錯体化学では二座配位子として使われる。2-ホルミルピリジンから形成するイミンは水に対して不安定であるが、イミノピリジン錯体は非常に安定である。